# Wemding
Wemding est une ville d'Allemagne dans le district de Souabe, dans l'arrondissement de Danube-Ries. Elle est située au bord de l'astroblème du Nördlinger Ries qui est né de l'impact d'une météorite.

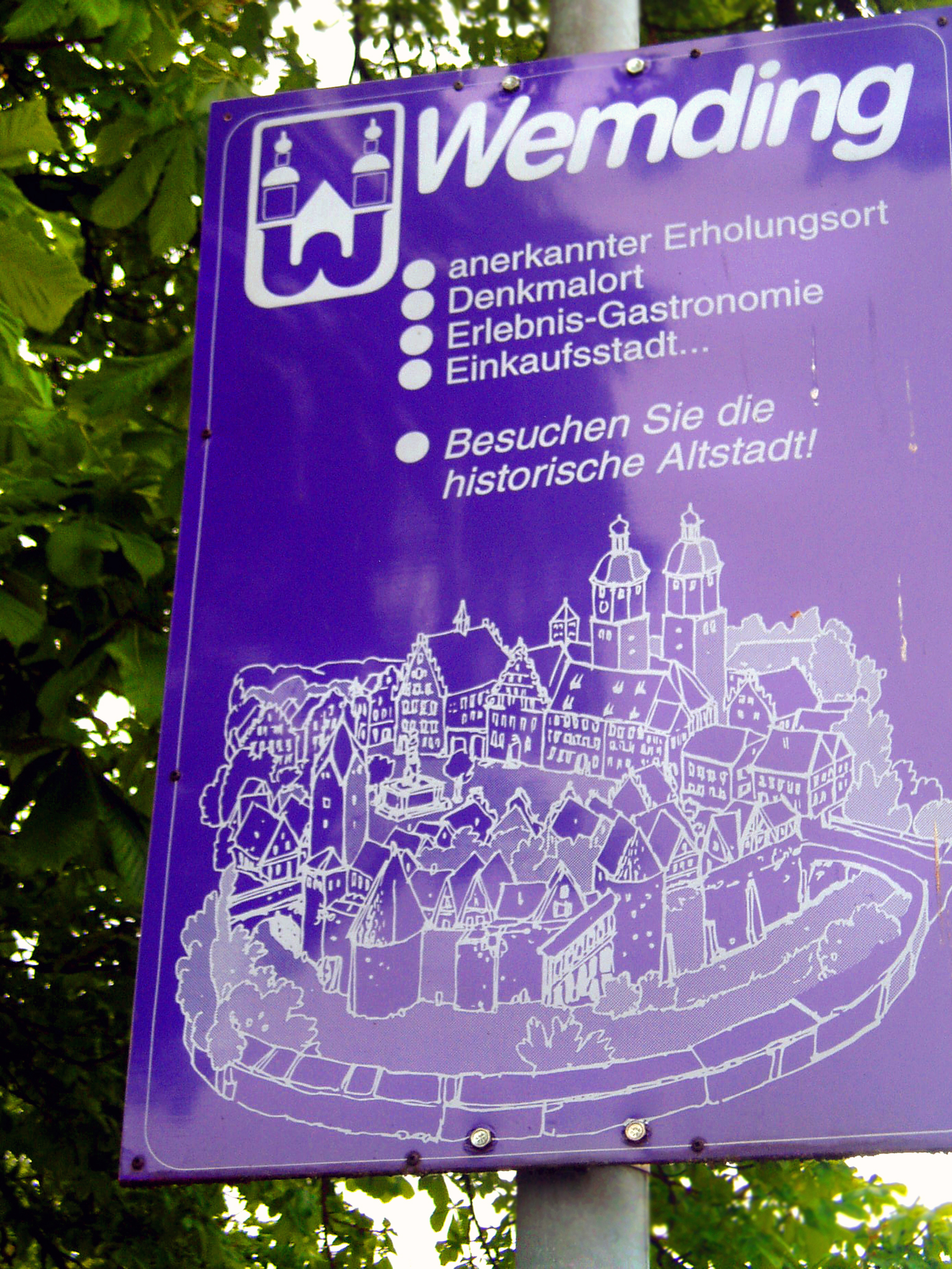
Panneau à Wemding.